# Odontocera ochracea
Odontocera ochracea là một loài bọ cánh cứng trong họ Cerambycidae.